# Alfred Spira
 (octobre 2022).
Il peut être nécessaire de l'améliorer pour respecter le principe de neutralité de point de vue. Veuillez consulter la page de discussion pour plus de détails.

Alfred Spira, né le 17 juin 1945, est professeur honoraire de santé publique et d’épidémiologie à la faculté de médecine de Paris Saclay. Il a été élu membre de l’Académie nationale de médecine en 2015 et participe à ses travaux régulièrement. Il a été membre de la coordination politique provisoire du mouvement Génération.s de décembre 2017 à septembre 2018.

## Activités professionnelles
Docteur en médecine (MD, 1972) et docteur en sciences (PhD, 1984), ancien chef de service à l’Hôpital Bicêtre et Directeur d'unité de recherche à l'INSERM, il a dirigé l'unité de recherche 292  « Santé publique, épidémiologie, reproduction humaine » (1986-1997), puis « Recherches en santé publique » (1998-2001). Il a créé en 2007 l'Institut de recherche en Santé publique (IReSP). Ses travaux, effectués seul ou en collaboration avec des membres de ses équipes de recherche, ont donné lieu à la publication d’environ 200  ouvrages de recherche et articles publiés dans les revues à comité de lecture. Ses recherches en épidémiologie font autorité dans de nombreux domaines de la santé publique. Le professeur Spira a ainsi beaucoup contribué à la prise en compte de la santé publique dans les facultés de médecine, selon un article biographique de La recherche de 2001.

### Grandes enquêtes sur les comportements sexuels en France
À la fin des années 1980, Alfred Spira a coordonné de grandes enquêtes nationales sur les comportements sexuels en France, qu’il a mises en place avec l’INSERM et l'ANRS afin de contribuer aux stratégies de prévention contre le sida. La grande enquête dite ACSF pour "analyse des comportements sexuels en France" qu'il a dirigée de 1988 à 2000 a donné lieu à de multiples publications faisant autorité dans le domaine de l'épidémiologie et des sciences sociales. Parmi les médias qui ont diffusé ses résultats, il faut citer le numéro spécial du Nouvel Observateur, un grand entretien dans Le Monde, l'émission La marche du siècle en 1993, etc.
Ses travaux ont pris place dans les recherches fondamentales sur les conditions environnementales de la fertilité masculine. Parmi celles-ci, l'exposition aux perturbateurs endocriniens joue un rôle très important,, ce qui a motivé ses prises de positions pour soutenir la directive REACH de l'Union européenne. D'autres études importantes font référence aux effets des rayonnements ionisants, des pesticides et des perturbateurs endocriniens).

### Études sur la fertilité humaine
Dès 2007, Alfred Spira a diffusé de manière large les résultats de ses études sur les conditions sociales et environnementales de la fertilité. Ainsi, selon Le Monde2, « En un demi-siècle, la production moyenne de spermatozoïdes a diminué de moitié en Occident. La faute notamment aux produits chimiques qui nous entourent, explique l'épidémiologiste Alfred Spira ». Un an plus tard, un article du Monde précisait que « La fécondité, le nombre d'enfants qui naissent, dépend beaucoup plus de facteurs sociaux et comportementaux que biologiques. Et pour le moment, hormis peut-être au Danemark, il existe des baisses de la fécondité qui pourraient être liées à des infertilités involontaires ». En 2012, Alfred Spira a établi de plus un résultat très important concernant le déclin de la fertilité masculine. Selon un article fondateur publié dans le Bulletin épidémiologique hebdomadaire et repris par Le Point, « au cours du dernier quart de siècle la dégradation de l'environnement et les risques qu'elle fait peser tant sur la santé humaine, animale et sur la biodiversité ont atteint un niveau inégalé dans l'histoire humaine [et] les craintes concernant la capacité des individus à se reproduire sont plus vives que jamais. D'où la multiplication de travaux pour tenter de savoir si notre espèce va réussir longtemps à se perpétuer. ». Ce résultat a été notamment repris dans 20 minutes pour introduire des alertes auprès de la population générale. Pourtant, dans un entretien donné au mensuel Elle, le professeur Spira a relativisé ce danger en indiquant que « un tiers seulement des 15 % de couples qui consultent pour des difficultés à concevoir ont de réels problèmes de stérilité » et que « les causes de stérilité masculine sont multiples : cela peut être la conséquence d’une infection par MST, de la consommation de tabac ou d’alcool », ce qui l'a incité à conclure : « Tous les hommes ne vont pas devenir stériles et l’espèce humaine ne va pas disparaître. »

### Recherches méthodologiques
Il a développé à l'occasion de ses recherches des réflexions méthodologiques sur le développement des statistiques en biologie et en épidémiologie, ce qui lui a donné l'occasion de s'interroger sur l'utilité des grandes bases de données en médecine.

### Diffusion pratique des conséquences de ses recherches
Soucieux de traduire dans la pratique les résultats de ses recherches, Alfred Spira a conseillé le Maire de Paris dans le domaine de la santé publique de 2000 à 2007, et créé un atelier parisien de santé publique qui, en particulier, a permis de mieux comprendre les conséquences sanitaires de la canicule de 2003. 
Il a participé à de nombreux consortium internationaux de recherche et instances scientifiques nationales et internationales, en particulier de l’OMS. Il défend une position pluridisciplinaire et politique de la santé publique, où chaque discipline apporte son regard critique et dialogue avec les autres, tout en gardant ses spécificités théoriques et méthodologiques[réf. nécessaire].  
Il est présent dans les médias : articles dans la grande presse, émissions radio (Sur France culture, Science culture) et télé (Journal de la santé), organisation de débats publics (les Jeudis de la santé avec Inserm, Institut Pasteur et Libération), participation à la vie associative et politique[réf. nécessaire].

## Engagements politiques et associatifs
Membre du Parti socialiste depuis 1973, il a été le conseiller de Benoit Hamon pour les questions de santé lors de la campagne présidentielle de 2017. De décembre 2017 à septembre 2018, il est membre de la coordination politique provisoire du mouvement Génération.s. Au sein de ce mouvement, il est un des animateurs du pôle "idées" et a été référent de son pôle santé et bien-vivre en 2018.
Alfred Spira est, depuis janvier 2014, médecin bénévole au Secours populaire français et au Samusocial de Paris. Depuis 2020, il est médecin bénévole à Médecins du Monde à Briançon. Il est aussi membre du Groupe d’appui national de la Fédération des acteurs de la solidarité (FAS). Il est depuis avril 2022 membre du Parlement de la NUPES.

## Principaux ouvrages
- Alfred Spira et Nicolas Leblanc, Santé. Les inégalités tuent., Éditions du Croquant, 2022

- Alfred Spira, avec Bernard Jégou, Reproduction et environnement, Paris, INSERM, 23 juin 2011, 713 p. (ISBN 978-2-85598-890-0, BNF 42654880)
- Alfred Spira, avec Bernard Jégou et Pierre Jouannet, La fertilité est-elle en danger ?, Paris, La découverte, INSERM, 27 août 2009, 231 p. (ISBN 978-2-7071-5638-9, BNF 42065663)
- Santé publique, statistique et renouveau de la médecine, par Alfred Spira, Éditions Savoir/Agir, 2008
- Alfred Spira, La santé en bandoulière, La Recherche, mars 2001

- Alfred Spira, Rayonnements ionisants et santé : mesure des expositions à la radioactivité et surveillance des effets sur la santé, Éditions de la documentation Française, Paris, 1999

- Alfred Spira, avec Nathalie Bajos, Michel Bozon, Alexis Ferrand et Alain Giami, La sexualité aux temps du sida, Éditions PUF, Paris, 1998

- Alfred Spira (sous la direction), avec Nathalie Bajos, Comportements sexuel et Sida : Données de l'enquête Analyse des comportements sexuels, Paris, INSERM, 15 janvier 1998 (ISBN 978-2-85598-714-9, BNF 36990663)
- Alfred Spira (sous la direction), avec Nathalie Bajos, Groupe analyse des comportements sexuels en France, Les comportements sexuels en France, Enquête, dite ACSF, Paris, La Documentation française, janvier 1993, 349 p. (ISBN 978-2-11-002904-1, BNF 36662420)

- (en) Alfred Spira, avec Henri Leridon et R. Gray, Biomedical and Demographic Determinants of Reproduction, Clarendon Press, 1993

- Alfred Spira, Contraceptifs oraux remboursés et non remboursés : analyse critique, Paris, Éditions Inserm, 1993, 76 p. (ISBN 978-2-85598-546-6, BNF 35563590)

## Articles en ligne
- 50 ans de la loi Neuwirth : « Maîtriser la fécondité, un droit humain fondamental qu’il faut préserver », Le Monde, 21 décembre 2017,
- « L’accès à la santé des personnes précaires est une urgence sanitaire et sociale », Le Monde, 3 octobre 2017
- Ces « intellos » qui ont apporté leur touche au programme de Benoît Hamon, Le Monde, 16 mars 2017,
- Alfred Spira, Entretien en 2015, in Histoire de l'INSERM
- Caroline Moreau, Alfred Spira, Nathalie Bajos, « Évolution des pratiques contraceptives en France, impact social et démographique », Médecine de la Reproduction, Gynécologie Endocrinologie,‎ 2009 (lire en ligne)
- Santé publique, statistique et renouveau de la médecine Alfred Spira, Savoir/Agir, 2008/3 (n° 5), pages 89 à 105,